# Горка (Назимовська волость)
Горка (рос. Горка) — присілок в Куньїнському районі Псковської області Російської Федерації.
Населення становить 38 осіб. Входить до складу муніципального утворення Куньїнська волость.

## Історія
Від 2015 року входить до складу муніципального утворення Куньїнська волость.

## Населення
| 2001 | 2002 | 2010 |
| ---- | ---- | ---- |
| 75   | ↘73  | ↘38  |